# Claudia Sträter

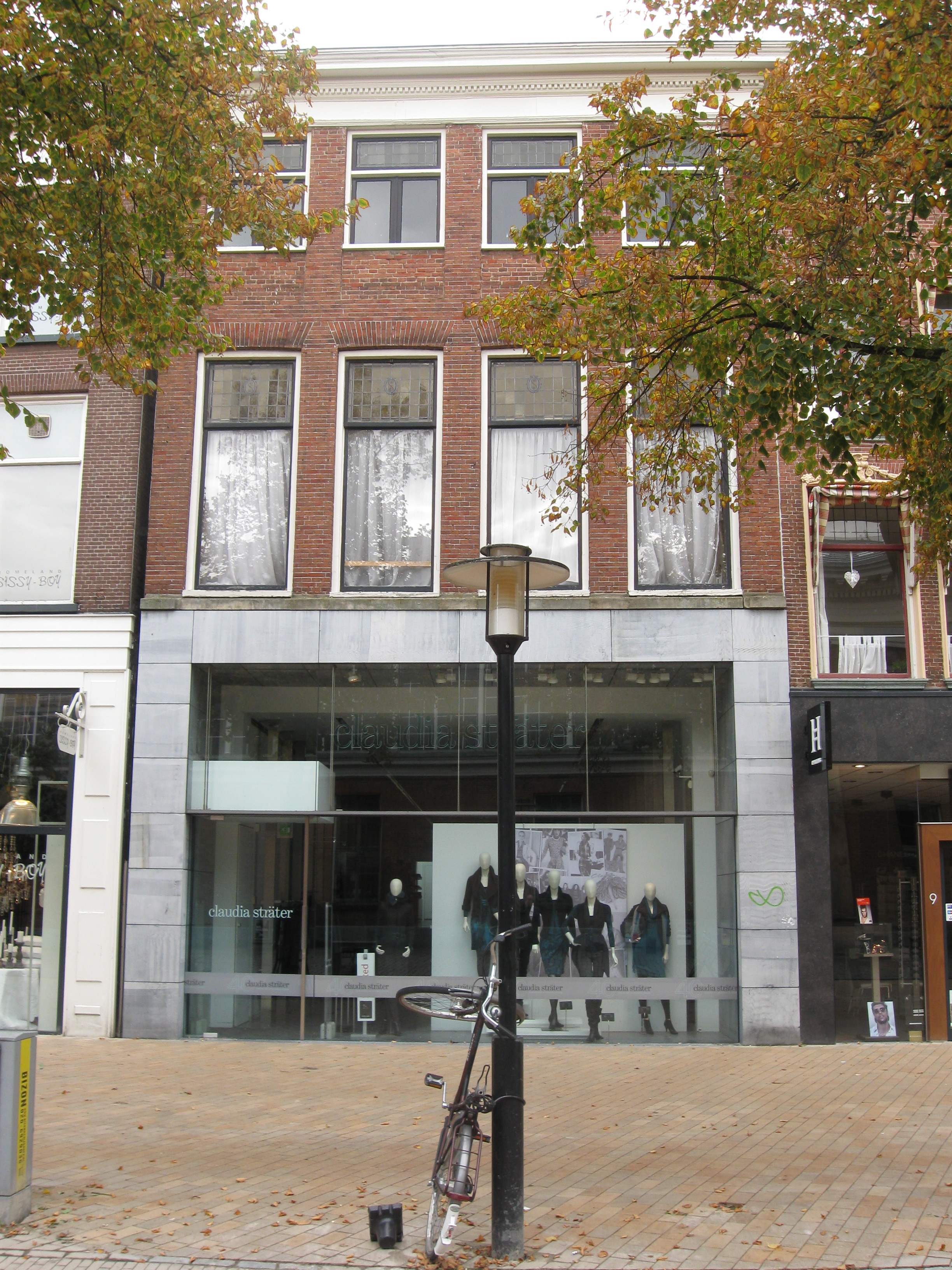
Winkel van Claudia Sträter in Groningen. Het pand, getekend door architecte Liesbeth van der Pol is ingeschreven als rijksmonument.

Claudia Sträter is een Nederlands damesmodemerk met hoofdkantoor in Diemen en winkels in Nederland, België en Luxemburg.

## Geschiedenis
Het merk werd in 1970 opgericht. Het was het resultaat van de fusie tussen Claudia Mode (een handelsnaam van Modehuizen Wigi) uit Utrecht en Modehuis Sträter uit de Kalverstraat in Amsterdam. Joop Witteveen was de eerste directeur.
In 1974 werd Claudia Sträter ondergebracht bij Vroom & Dreesmann. In 1978 werd het bedrijf verkocht aan Vendex, het latere Maxeda.
Ontwerper Jan Taminiau tekende in 2007 een speciale collectie voor het label.
Claudia Sträter maakte van 2012 tot 2020 deel uit van het Belgische FNG NV. In 2013 werden de internationale activiteiten weer opgepakt. In 2017 had Claudia Sträter 29 winkels waarvan vijf in België en 1 in Luxemburg. In september 2020 werden de Claudia Sträter-winkels na het faillissement van FNG Nederland overgenomen door Martijn Rozenboom. Later die maand werd de winkelketen doorverkocht aan de Van Uffelen Groep.

## Prijs
Claudia Sträter werd onderscheiden met de Nederlandse Grand Seigneur modeprijs van 1998 (de prijs werd pas in 2001 overhandigd; in de tussenperiode werd de prijs niet toegekend).